# 山本サユリ
山本 サユリ（やまもと さゆり、1986年2月8日 - ）は日本のグラビアアイドル。
所属事務所はアヴィラ。三重県松阪市出身。

## 人物
- 趣味は詩を書くこと、帽子集め。
- 資格は幼稚園教諭2種免許、保育士免許を持っている。

## 出演

### 地上波放送・CS番組
過去に出演した番組
- 眞鍋コンサルティング（瀬戸内海放送、2008年5月）
- 神さまぁ〜ず（TBS、2008年6月）
- さまぁ〜ず式（TBS、2009年1月）

### インターネット放送
レギュラー
- あっ!とおどろく放送局　山口愛実のお天気予報準レギュラー
- あっ!とおどろく放送局　折原みかのアバンギャル道準レギュラー

## 作品

### デジタル写真集
- 山本サユリ（デジタル出版）
- 山本サユリ2（デジタル出版）